# Arroyo Codihue
Arroyo Codihue es un curso de agua de la provincia del Neuquén, República Argentina. Este arroyo nace en la cordillera de los Andes y es un afluente del río Agrio.
La extensión del arroyo es de aproximadamente 40 km (desde su nacimiento, hasta la desembocadura con el río Agrio), descarga sus aguas muy próximo a la localidad de Las Lajas, a tan solo 5 km.
En sus aguas se puede practicar la pesca de lanzamiento con mosca y con señuelos, obteniéndose ejemplares de trucha arco iris, fontinalis y perca.